# 상운초등학교 신라분교
상운초등학교 신라분교는 대한민국 경상북도 봉화군 상운면 신라리 807-4에 있었던 초등학교이다.

## 연혁
- 1947년 4월 1일 명호국민학교 신라분교
- 1952년 3월 22일 북곡국민학교 신라분교
- 1956년 3월 21일 신라국민학교 인가
- 1993년 2월 16일 제37회 졸업식(총 723명)
- 1993년 3월 1일 상운국민학교 신라분교장으로 격하
- 1996년 3월 1일 상운초등학교 신라분교로 개칭
- 2002년 3월 1일 폐교